# Corsia cornuta
Corsia cornuta är en enhjärtbladig växtart som beskrevs av Pieter van Royen. Corsia cornuta ingår i släktet Corsia och familjen Corsiaceae.
Artens utbredningsområde är Papua Nya Guinea. Inga underarter finns listade.